# Trần Văn Minh (Đà Nẵng)
Trần Văn Minh (sinh ngày 2 tháng 4 năm 1955) là chính khách Việt Nam. Ông nguyên là Chủ tịch Ủy ban nhân dân Thành phố Đà Nẵng (2006 - 2011). Trong Đảng Cộng sản Việt Nam, ông nguyên là Ủy viên Trung ương Đảng khóa XI, Phó Bí thư Thành ủy Đà Nẵng, Phó Trưởng ban Tổ chức Trung ương. Ngày 4/10/2018, ông bị Hội nghị Trung ương 8 khóa XII, diễn ra tại Hà Nội, kỉ luật khai trừ ra khỏi Đảng vì dính líu tới vụ án Phan Văn Anh Vũ (Vũ nhôm).

## Lý lịch và học vấn
Trần Văn Minh sinh ngày 2 tháng 4 năm 1955, quê ở xã Hòa Phong, huyện Hòa Vang, Đà Nẵng.
Trình độ:
- Học vấn: Tiến sĩ Kĩ thuật[4][5]
- Chính trị: Cao cấp Lí luận Chính trị[4]

## Sự nghiệp
Từ năm 1973 đến năm 1978, Trần Văn Minh theo học và tốt nghiệp Đại học chuyên ngành Tạo tác Thủy lợi. Từ năm 1978 đến năm 1998 ông làm việc tại các cơ quan chính quyền. Từ năm 1998 đến năm 2003 ông giữ chức Giám đốc Sở Kế hoạch và Đầu tư Đà Nẵng. Năm 2003 ông được bổ nhiệm giữ chức Phó Chủ tịch Ủy ban nhân dân Tp Đà Nẵng.
Ngày 19/7/2006, tại kì họp thứ 7 Hội đồng nhân dân Tp Đà Nẵng khóa VII nhiệm kỳ 2004-2009, ông Trần Văn Minh được bầu giữ chức vụ Chủ tịch Ủy ban nhân dân Tp Đà Nẵng. Ngày 6/9/2006, Thủ tướng Nguyễn Tấn Dũng đã ký quyết định phê chuẩn việc bầu bổ sung ông Trần Văn Minh, Ủy viên Ban Thường vụ Thành ủy, Phó Chủ tịch thường trực Ủy ban nhân dân thành phố, giữ chức Chủ tịch Ủy ban nhân dân thành phố Đà Nẵng nhiệm kỳ 2004-2009.
Tại Đại hội Đảng toàn quốc lần thứ XI (tháng 1/2011) ông Trần Văn Minh được bầu làm Ủy viên Ban Chấp hành Trung ương Đảng Cộng sản Việt Nam khóa XI.
Ngày 20/6/2011, tại kì họp thứ nhất Hội đồng nhân dân Thành phố Đà Nẵng khóa VIII nhiệm kỳ 2011-2016, đã bầu ông Trần Văn Minh tái đắc cử chức vụ Chủ tịch Ủy ban nhân dân Tp Đà Nẵng nhiệm kỳ 2011-2016.
Ngày 10/8/2011, theo Quyết định số 131 ngày 5/7/2011 của Bộ Chính trị, ông Trần Văn Minh, Ủy viên Trung ương Đảng, Phó Bí thư Thành ủy, Chủ tịch Ủy ban nhân dân Tp Đà Nẵng thôi tham gia Ban Chấp hành Đảng bộ thành phố Đà Nẵng, thôi giữ chức Chủ tịch Ủy ban nhân dân Tp nhiệm kỳ 2011-2016, để giữ chức vụ Phó Trưởng ban Tổ chức Trung ương.
Sau Đại hội Đảng toàn quốc lần thứ XII (tháng 1/2016), ông Trần Văn Minh nghỉ hưu theo chế độ.

## Bị khởi tố và bắt tạm giam
Ngày 17 tháng 4 năm 2018, ông Trần Văn Minh bị khởi tố, bắt tạm giam để điều tra về các tội Vi phạm quy định về quản lý, sử dụng tài sản Nhà nước gây thất thoát, lãng phí (Điều 219 Bộ luật Hình sự năm 2015) và Vi phạm các quy định của Nhà nước về quản lý đất đai (Điều 229 Bộ luật Hình sự năm 2015) liên quan đến vụ án Vũ nhôm (Phan Văn Anh Vũ). Cụ thể, rất nhiều khu đất, nhà công sản được bán cho ông Vũ được tập thể lãnh đạo Ủy ban nhân dân Tp Đà Nẵng thống nhất bán không qua đấu giá, người đứng đầu Ủy ban nhân dân Tp Đà Nẵng lúc đó là ông Trần Văn Minh.

## Kỷ luật
Ngày 4 tháng 10 năm 2018; Tại Hội nghị Trung ương lần 8 của Ban Chấp hành Trung ương Đảng Cộng sản Việt Nam khóa XII quyết định thi hành kỷ luật bằng hình thức khai trừ ra khỏi Đảng đối với Trần Văn Minh vì vi phạm nguyên tắc tập trung dân chủ và các quy định về phòng, chống tham nhũng, lãng phí; vi phạm các quy định về quản lý đất đai, về quản lý, sử dụng tài sản công, gây thất thoát, lãng phí lớn ngân sách nhà nước liên quan đến vụ án Phan Văn Anh Vũ (tức Vũ Nhôm).   

## Án tù
Ngày 12 tháng 5 năm 2020, TAND Cấp cao tại Hà Nội tuyên phạt Trần Văn Minh 17 năm tù, bị bắt giam ngay tại tòa.   

## Đời tư
Ngày 24/4/2018, cơ quan Nội vụ Đà Nẵng cho biết đã báo cáo về việc ông Trần Văn Mẫn (hiện giữ chức Trưởng phòng Đấu thầu, Thẩm định và Giám sát Đầu tư thuộc Sở Kế hoạch và Đầu tư Đà Nẵng) trong thời gian cha là Trần Văn Minh làm Chủ tịch Ủy ban nhân dân Tp Đà Nẵng, được đi học nước ngoài bằng ngân sách dù không đủ tiêu chuẩn. Việc chấp thuận cũng không theo đúng quy định là phải được cơ quan thường trực quản lý Dự án 32 đề nghị, trình văn bản lên Thường trực Ban chỉ đạo Đề án 393 (đào tạo 100 thạc sĩ, tiến sĩ tại các cơ sở nước ngoài), mà chỉ được Trưởng ban Chỉ đạo Đề án này là ông Nguyễn Bá Thanh (đang giữ chức Bí thư Thành ủy Đà Nẵng) ký, qua đơn của mẹ ông Mẫn gởi trực tiếp tới Thường trực Ban Chỉ đạo Đề án.